# Ylinen Pahtajärvi
Ylinen Pahtajärvi och Alinen Pahtajärvi, eller Pahtajärvet är sjöar i Finland. De ligger i kommunen Pello i landskapet Lappland, i den norra delen av landet, 700 km norr om huvudstaden Helsingfors. Pahtajärvet ligger 106,7 meter över havet. Den är 2,4 meter djup. Arean är 40,9 hektar och strandlinjen är 3,32 kilometer lång. Sjön  ingår i Torne älvs huvudavrinningsområde. 